# Неприлично о личном
«Неприлично о личном» — второй студийный альбом российской певицы и автора песен Клавы Коки. Он был выпущен под лейблом Black Star Inc. 22 ноября 2019 года. Содержит гостевое участие от Моргенштерна. В этом альбоме Клава рассказала о собственном любовном опыте, взгляде на себя и отношениях с миром.

## Обложка
Об обложке альбома Клава Кока сказала:
Альбом — моё обнуление, потому и я на обложке — обнажённая. Слушатели видят меня в другом образе… Хотя правильнее сказать, меня настоящую. Хочется отпустить всё плохое, что было и начать сначала! И всё именно с таким подтекстом, где-то жёстким, где-то грубым, где-то слишком эмоционально.Клава Кока

## История
Ещё до выхода альбома в интервью с ТНТ Music Клава Кока сказала о нём следующее:
За последнее время у меня очень многое поменялось – как в жизни, так и в карьере. Я выросла в профессиональном плане. Весь альбом будет очень разным – противоречивым.Клава Кока

## Синглы
Ведущий сингл альбома «Влюблена в МДК» был выпущен 27 июня 2019 на лейбле Black Star Inc. Видеоклип на песню был выпущен на день позже.
Второй сингл с альбома «Зая» был выпущен 23 июля 2019 на лейбле Black Star Inc. Видеоклип для песни был выпущен 5 августа 2019.
Третий сингл с альбома «Ноги делают ноги» был выпущен 7 октября 2019 на лейбле Black Star Inc.
Четвёртый сингл с альбома «Половина» был выпущен 5 ноября 2019 на лейбле Black Star Inc. Музыкальное видео было выпущено 8 ноября 2019.
Пятый и последний сингл с альбома «Мне пох» был выпущен 15 ноября 2019 на лейбле Black Star Inc. Релиз видеоклипа на трек, срежиссированный Владимиром Ковалёвым, состоялся 3 декабря 2019.

## Коммерческий успех
«Неприлично о личном» дебютировал под номером восемь и достиг высшей позиции под номером три в российском чарте Apple Music.

## Отзывы
| Оценки критиков | Оценки критиков |
| Источник        | Оценка          |
| --------------- | --------------- |
| InterMedia      | [ 12 ]          |

Данила Головкин из InterMedia дал оценку 5/10, назвав альбом «абсолютно провальным». Он также сравнил песни «Море волнуется» и «Move to Miami» Питбуля и Энрике Иглесиаса, Хук «Суженой» и «Chameleon» Микелы, гитарную партию «Влюблена в МДК» и «Like It» Зены, «Зая» и «I Can’t Get Enough» Селены Гомес, назвав их «подозрительно схожими», а также назвал песню «Мне пох» «еле заметной аранжировкой „Moonlight“ XXXTentacion».

## Список композиций
| №                   | Название                          | Автор(ы)            | Длительность |
| ------------------- | --------------------------------- | ------------------- | ------------ |
| 1.                  | «Море Волнуется»                  |                     | 2:25         |
| 2.                  | «Суженая»                         |                     | 2:40         |
| 3.                  | «Ноги делают ноги»                |                     | 2:59         |
| 4.                  | «Влюблена в МДК»                  |                     | 3:07         |
| 5.                  | «Мне пох» (совм. с Моргенштерном) |                     | 2:38         |
| 6.                  | «Половина»                        |                     | 3:02         |
| 7.                  | «Трать на меня»                   | Клавдия Высокова    | 2:51         |
| 8.                  | «Алло»                            |                     | 3:02         |
| 9.                  | «Ближний-дальний»                 | Клавдия Высокова    | 3:16         |
| 10.                 | «Зая»                             |                     | 2:41         |
| 11.                 | «Последний процент»               | Клавдия Высокова    | 2:15         |
| Общая длительность: | Общая длительность:               | Общая длительность: | 31:03        |

## Чарты
| Чарт                 | Высшая позиция |
| -------------------- | -------------- |
| Россия (Apple Music) | 3              |

| Чарт             | Песня          | Высшая позиция |
| ---------------- | -------------- | -------------- |
| Apple Music      | Мне пох        | 1              |
| YouTube Music    | Мне пох        | 1              |
| YouTube Music    | Влюблена в МДК | 1              |
| YouTube Music    | Зая            | 1              |
| Top YouTube Hits | Мне пох        | 1              |
| Мир (ВКонтакте)  | Мне пох        | 3              |
| ТНТ Music        | Мне пох        | 8              |
| Deezer           | Мне пох        | 8              |
| Zvooq.online     | Мне пох        | 1              |
| Zvooq.online     | Влюблена в МДК | 4              |
| Zvooq.online     | Зая            | 8              |
| Zvooq.online     | Половина       | 10             |